# Opstand van de Wagnergroep

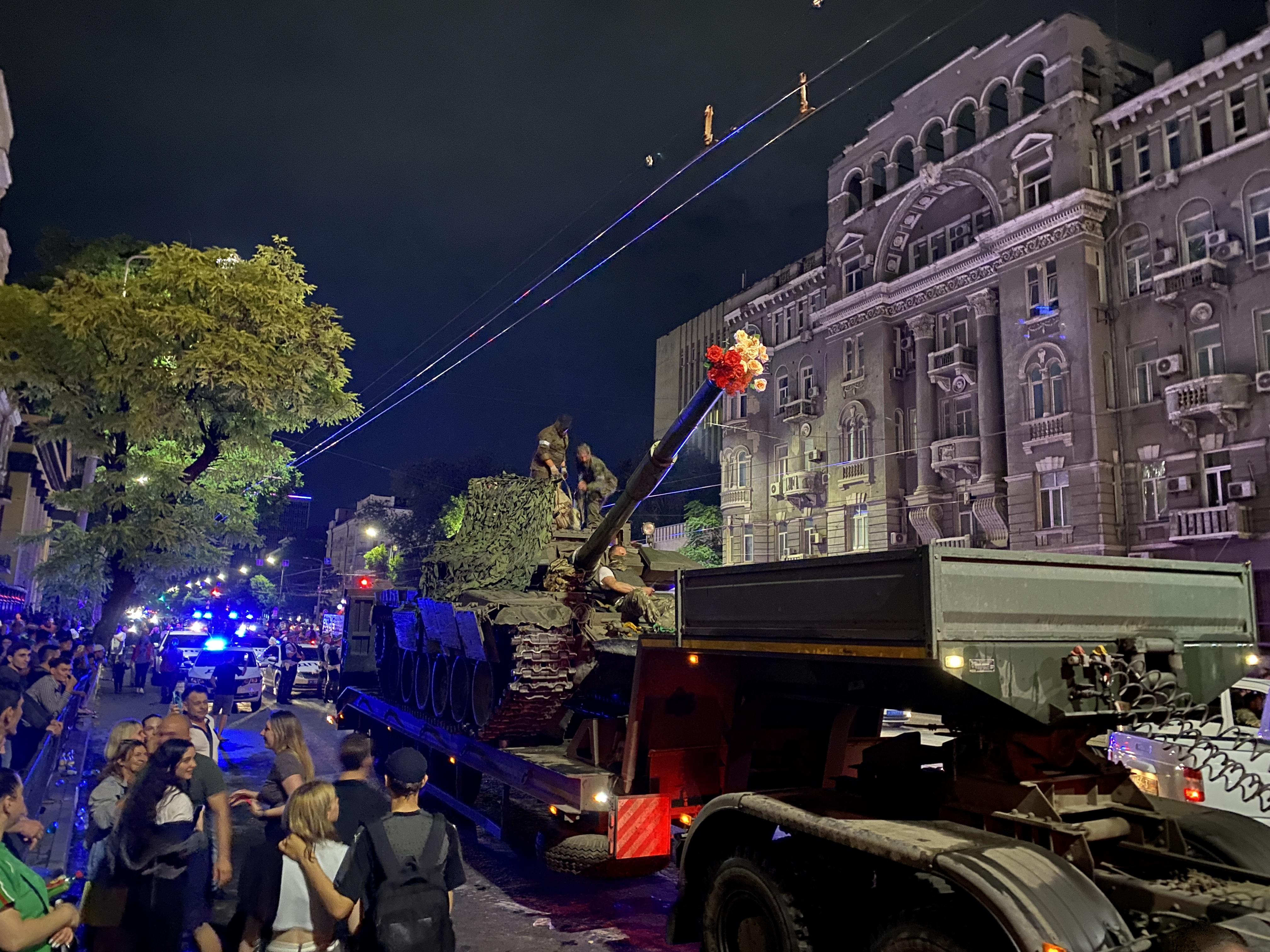
Een tank van de Wagnergroep in Rostov aan de Don, 24 juni 2023

De opstand van de Wagnergroep begon op 23 juni 2023, nadat de leider van de Russische paramilitaire groep, Jevgeni Prigozjin, verkondigde dat soldaten van het Ministerie van Defensie van de Russische Federatie zijn posities hadden beschoten met artillerievuur. Prigozjin beloofde wraak te zullen nemen op de leiders van het ministerie van Defensie, en zei dat het "kwaad" in de militaire leiding moest worden gestopt. Ook beloofde hij "te marcheren voor gerechtigheid". Op 24 juni 2023, nadat de Wagnergroep Rostov aan de Don in Rusland had ingenomen en tot 200 km van Moskou was opgetrokken, de-escaleerde het conflict. De president van Belarus, Aleksandr Loekasjenko, bemiddelde tussen Prigozjin en Poetin, waarop de Wagnertroepen zich terugtrokken naar hun thuisbases en Prigozjin zonder vervolging naar Belarus kon uitwijken.

## Achtergrond

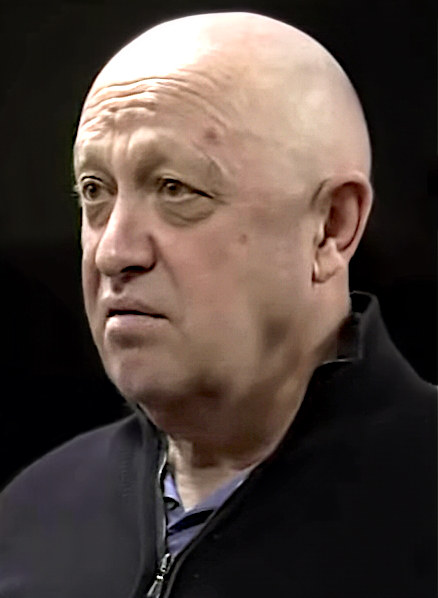
Jevgeni Prigozjin, leider van de Wagner-opstand, in 2023.

Tegen de achtergrond van de Russische invasie van Oekraïne, die begon op 24 februari 2022, nam de invloed van Prigozjin en de Wagnergroep sterk toe. Het geschatte aantal Wagnerleden groeide van "enkele duizenden" strijders in 2017–2018 tot vijftigduizend strijders in januari van 2023, volgens schattingen van westerse inlichtingendiensten.
Volgens de Russische nieuwssite Meduza ontwikkelde Prigozijn aan de vooravond van de Russische inval in Oekraïne gespannen relaties met de Russische leiders. Hij was in conflict met zowel het Russische ministerie van Defensie als de presidentiële administratie van Rusland. Prigozjin bekritiseerde de Russische minister van Defensie, Sergej Sjojgoe, voor de acties van het Russische leger in Syrië en zei dat het Russische leger daar opereert met "verouderde methoden". Op zijn beurt liet Sjojgoe de voedselvoorziening van het Russische leger niet meer via de bedrijven van Prigozjin gaan.
De groei van de invloed van de Wagnergroep was te wijten aan het mislukken van de oorspronkelijke plannen van de Russische militaire leiders om Oekraïne snel te veroveren. In de eerste maanden van de Russische invasie van Oekraïne leed het Russische leger aanzienlijke verliezen, maar de Russische president, Vladimir Poetin, stelde de aankondiging van een algehele mobilisatie lange tijd uit. Onder dergelijke omstandigheden begonnen de Russische autoriteiten actief huurlingen te rekruteren om deel te nemen aan de inval in Oekraïne.
Prigozjin kreeg aanzienlijke middelen, waaronder zijn eigen luchtvervoer, en het recht om Russische gevangenen te rekruteren voor de Wagnergroep. De Wagnergroep veranderde in feite in een privéleger van Prigozjin, dat opereerde buiten de Russische wetgeving en buiten de militaire hiërarchie van Rusland. Het Russische ministerie van Defensie en de Russische generale staf waren ontevreden over deze situatie en begonnen met pogingen om de groeiende invloed van Prigozjin in te perken. Prigozjin begon het Russische ministerie van Defensie met harde termen publiekelijk te bekritiseren.

## Chronologie

### 23 juni 2023
Op 23 juni 2023 circuleerde er een video op Telegram-kanalen die banden hadden met de Wagnergroep, die volgens Prigozjin was gemaakt op de plaats van een raketaanval door de Russische strijdkrachten op een huurlingenkamp van de Wagnergroep. Een Bellingcat-journalist merkte op dat de locatie van de vermeende aanval samenviel met eerder gefilmde video's van oorlogscorrespondent Alexander Simonov, die het kamp had bezocht. Dezelfde avond kondigde Prigozjin, via het Telegram-kanaal van zijn persdienst, aan een gewapend conflict met het Russische ministerie van Defensie te beginnen. Prigozjin riep op tot deelname aan het conflict en beschuldigde Sjojgoe van het gebruik van artilleristen en helikopters tegen de Wagnergroep. Sjojgoe zou "om negen uur 's avonds lafhartig uit Rostov aan de Don in Rusland zijn gevlucht". Het Russische ministerie van Defensie ontkende de beschuldigingen van aanvallen op de kampen van de Wagnergroep. Daarna meldde de procureur-generaal van Rusland dat er een zaak zou worden aangespannen tegen Prigozjin op grond van artikel 279 van het Wetboek van Strafrecht van de Russische Federatie (gewapende opstand). Generaals Sergej Soerovikin en Vladimir Alekseev deden een beroep op de Wagnergroep-strijders en drongen er bij hen op aan om te stoppen.
Op 23 juni, om 23.12 uur, werd een audio-opname vrijgegeven namens Prigozjin, die beweerde dat de Wagnergroep Rostov aan de Don was binnengevallen en de Russische strijdkrachten opriep om zich niet tegen zijn leger te verzetten.

### 24 juni 2023
Op 24 juni 2023 de-escaleerde het conflict. De president van Belarus, Aleksandr Loekasjenko, bemiddelde tussen Prigozjin en Poetin. Een woordvoerder van Poetin verklaarde dat er geen strafzaak tegen Prigozjin zou komen, maar dat hij wel het land uit moest en diende te vertrekken naar Belarus.
In een op Telegram gepubliceerde audioboodschap zei Prigozjin dat zijn huurlingenleger de Russische hoofdstad tot op 200 kilometer was genaderd: "In acht nemende dat er Russisch bloed zou kunnen vloeien door een van de twee partijen, gaan we onze kolonnes omdraaien en keren we terug naar de veldkampen in Oekraïne". Vervolgens trokken de Wagnertroepen zich echter ook terug uit Rostov aan de Don.

### Nasleep
Als gevolg van de opstand daalde de waarde van de Russische roebel sterk. De munt bereikte op 26 juni de laagste waarde in bijna 15 maanden.
Op 27 juni 2023 landde het privévliegtuig van Prigozjin op de Belarussische vliegbasis Matsjoelisjtsji in de buurt van Minsk. Op dezelfde dag werd het onderzoek van de Federalnaja sloezjba bezopasnosti (FSB) tegen de Wagnergroep geseponeerd. Volgens de Russische media werden er voorbereidingen getroffen om Wagner te integreren in het Russische leger en voor het overdragen van zwaar materieel.
De Russische generaal Sergej Soerovikin zou volgens Amerikaanse inlichtingen kennis hebben gehad van de geplande opstand van de Wagnergroep. Soerovikin was tussen 8 oktober 2022 en 11 januari 2023 de commandant van de Russische strijdkrachten in Oekraïne.

## Verliezen
Volgens de Nederlandse open-source website voor analyse van oorlogshandelingen Oryx zijn tijdens de opstand de volgende verliezen geleden:

### Russisch leger
- 1 Il-22M vliegende commandopost neergeschoten
- 1 Mi-8 transporthelikopter neergeschoten
- 3 Mi-8MTPR-1 elektronische oorlogvoering helikopters neergeschoten
- 1 Mi-35 aanvalshelikopter neergeschoten
- 1 Ka-52 aanvalshelikopter neergeschoten
- 1 KamAZ-435029 pantservoertuig door Wagner buitgemaakt
- 1 Tigr-M licht pantservoertuig door Wagner buitgemaakt

### Wagnergroep
- 1 AMN-590951 licht pantservoertuig vernietigd
- 2 OeAZ-23632-148-64 gewapende pick-ups vernietigd
- 1 Oeral-4320 6x6 vrachtwagen vernietigd
- 1 KamAZ 6x6 vrachtwagen vernietigd

Volgens Wagner zijn er gedurende de opstand rond de 30 Wagner-strijders gedood en een paar verwond.

## Reacties

### Vladimir Poetin
Op zaterdag 24 juni reageerde president Poetin middels een tv-toespraak. Hierin sprak hij aan de ene kant positief over de Wagner-strijders door hen "helden" te noemen die "de Donbas hebben bevrijd". Anderzijds veroordeelde hij de opstand als een "dolkstoot in de rug", "We hebben te maken met landverraad, waar we ons tegen zullen verdedigen". Tevens zei Poetin dat de reactie van het Russische leger "hard" zou zijn.
In een reactie op deze toespraak zei Wagner-baas Prigozjin dat Poetin ernaast zat wat betreft zijn opmerking over verraad: "Wagner-strijders zijn Russische patriotten. Niemand is van plan zichzelf aan te geven op bevel van Poetin. We willen dat het land niet langer gebukt gaat onder corruptie, leugens en bureaucratie."
Op 26 juni 2023 reageerde president Poetin op de opstand van de Wagnergroep. In deze toespraak noemde Poetin de Wagnerleiders verraders, vijanden en neonazi's die de Russische samenleving wilden vernietigen. Poetin zei dat hij opzettelijk niet in had gegrepen tijdens de opstand om bloedvergieten te voorkomen, en omdat de opstandelingen volgens hem wisten dat de muiterij een kansloze missie was. In zijn toespraak was hij positief over de Wagner-huurlingen en sprak hij dank uit voor hun inzet in de oorlog tegen Oekraïne, "Ze hebben hun moed bewezen, de Donbas bevrijd en gevochten voor het land". Tijdens deze toespraak eerde Poetin ook de piloten die omgekomen zijn tijdens de opstand, hiermee werd hun dood voor het eerst officieel bevestigd. Om hoeveel vliegtuigen en piloten het gaat zei Poetin niet.

### Internationale reacties
Na afloop van de opstand sprak China middels een verklaring van het Chinese ministerie van Buitenlandse Zaken steun uit voor de Russische regering. China zei dat het Rusland, als "bevriend buurland", steunde "bij het beschermen van de nationale stabiliteit". Landen die op goede voet stonden met Rusland, zoals Cuba, Venezuela en Nicaragua, spraken ook hun steun uit voor Poetin.
De Oekraïense president, Volodymyr Zelensky, benadrukte in zijn reactie de zwakke staat van Rusland: "Hoe langer Rusland zijn troepen en huurlingen op ons land houdt, hoe meer chaos, pijn en problemen het zelf later zal hebben". De onderminister van Defensie, Hanna Maljar, noemde de opstand een kans voor Oekraïne.
Op 25 juni paste het Nederlandse ministerie van Buitenlandse Zaken het reisadvies voor heel Rusland aan naar kleurcode rood en adviseerde het Nederlanders in Rusland om het land te verlaten. Het ministerie waarschuwde dat het geen hulp kon bieden aan Nederlanders die ervoor kozen om in Rusland te blijven.